# 홍빈 (고려)
홍빈(洪彬, 1288년 ∼ 1353년)은 고려의 문신이다. 자는 문야(文野), 시호는 강경(康敬), 본관은 남양(南陽)이다.

## 생애
선조가 원나라 대도(大都 : 베이징)에 살며, 대대로 내정(內庭)에 숙위(宿衛)한 공으로 대도로 패주 동지(大都路覇州同知)가 된 뒤에 송강부 판관(松江府判官)·도수감경력(都水監經歷)·대상예의원 경력(大常禮儀院經歷)을 지냈다.
충숙왕이 무고를 입고 폐위되어 원나라에 억류되자 이를 변호했으며, 충숙왕이 복위하자 그의 공을 인정한 왕이 원나라에 정동성이문소(征東城理問所)의 벼슬을 내릴 것을 주청했고 도첨의찬성사(都僉議贊成使)·판군부사(判軍簿使)에 올랐으며, 1339년 충숙왕이 사망하자 유언에 따라 권정동성사(權征東省事)가 되었다.
그해 조적(曹頔)의 난이 일어나자 성관(省官)과 함께 조적의 강요로 충혜궁(忠惠宮)을 습격했으며, 조적이 패사(敗死)하자 다른 사람은 모두 순군(巡軍)에 잡혔으나 그는 용서되었다. 1341년(충혜왕 복위2) 조적 일당의 호소로 충혜왕이 원나라에 압송되자 함께 잡혀가 왕을 위해 변호하였고, 이듬해 왕이 귀국하게 되자 그 공으로 1등 공신이 되어 당성군(唐城君)에 봉해지고 이어 행성 낭중(行省郎中)에 올랐다.
충목왕 때 원나라에 가서 흥국로 총관(興國路摠管)이 되고, 돌아와서 1353년(공민왕 2) 우정승에 승진하였으며, 추성익대동덕협의보리공신(推誠翊戴同德協義輔理功臣)의 호를 받고, 당성 부원군(唐城府院君)으로 진봉(進封)되었다. 그 뒤 홍언박(洪彦博)·이공수(李公遂)와 함께 정방제조(政房提調)로 있다가, 사직하고 66세에 사망했다.

## 같이 보기
- 충숙왕